# Hugh Sutherland
Pour les articles homonymes, voir Sutherland.
Hugh Robert Sutherland (né le 2 février 1907 à Winnipeg, mort le 9 septembre 1990 dans la même ville) est un joueur canadien de hockey sur glace.

## Carrière
Hugh Sutherland commence sa carrière avec les Millionaires d'Elmwood dans la Ligue de hockey junior du Manitoba, où il est actif de 1922 à 1927. Il est d'abord un joueur adulte pour le Winnipeg Grain Exchange avant de se joindre au Hockey Club de Winnipeg en 1929. Il signe en 1930 chez les Millers de Minneapolis, dans l'Association américaine de hockey, mais ne joue aucun match. 
Au cours de la saison 1930-1931, le club remporte la Keane Memorial Cup en tant que champions de Winnipeg, la coupe Pattison en tant que champions du Manitoba et la Coupe Allan en 1931.
En tant que championne de la Coupe Allan, l'équipe est sélectionnée pour représenter le Canada aux Jeux olympiques d'hiver de 1932 à Lake Placid. Le Canada remporte la médaille d'or. Hugh Sutherland joue les six matchs et marque six points.
Après le tournoi, Hugh Sutherland joue pour les Fishermen de Selkirk pendant trois ans et pour les Brokers de Winnipeg pendant un an avant de prendre sa retraite en 1937.
Dans les années 1970, il est directeur du Silver Stick Hockey Tournament à Sarnia (Ontario).
En 2004, il est intronisé au Temple de la renommée des sports du Manitoba.